# Quarterback titolari dei Miami Dolphins
Questi quarterback sono partiti come titolari per i Miami Dolphins della National Football League. Sono inseriti in ordine di data a partire dalla prima partenza come titolari nei Dolphins.

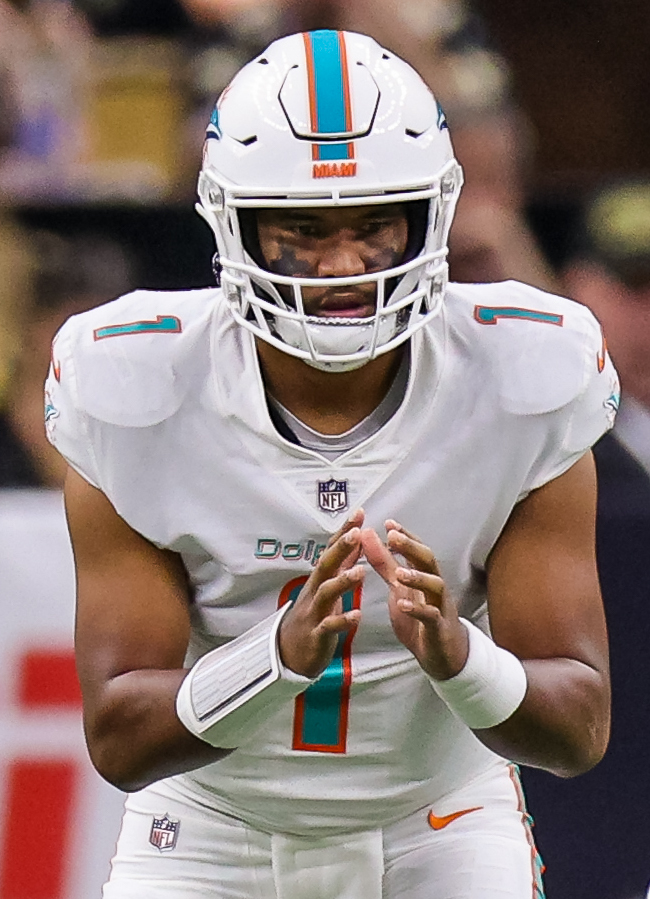
Tua Tagovailoa, 2020-presente

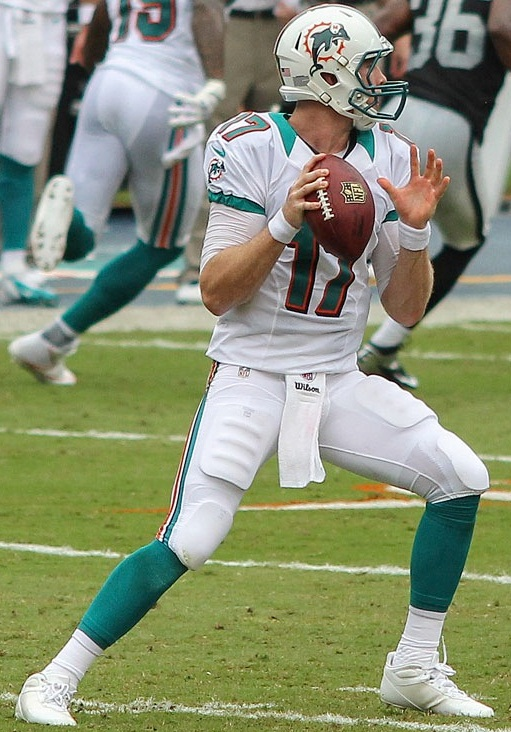
Ryan Tannehill, 2012-2018

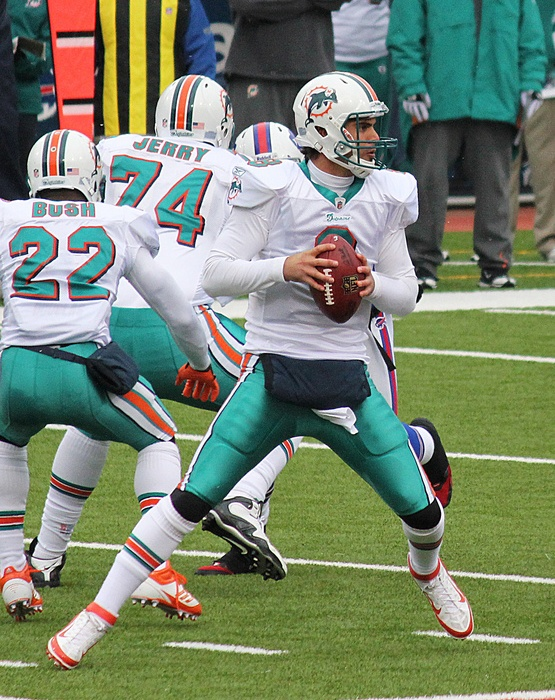
Matt Moore, 2011-2016

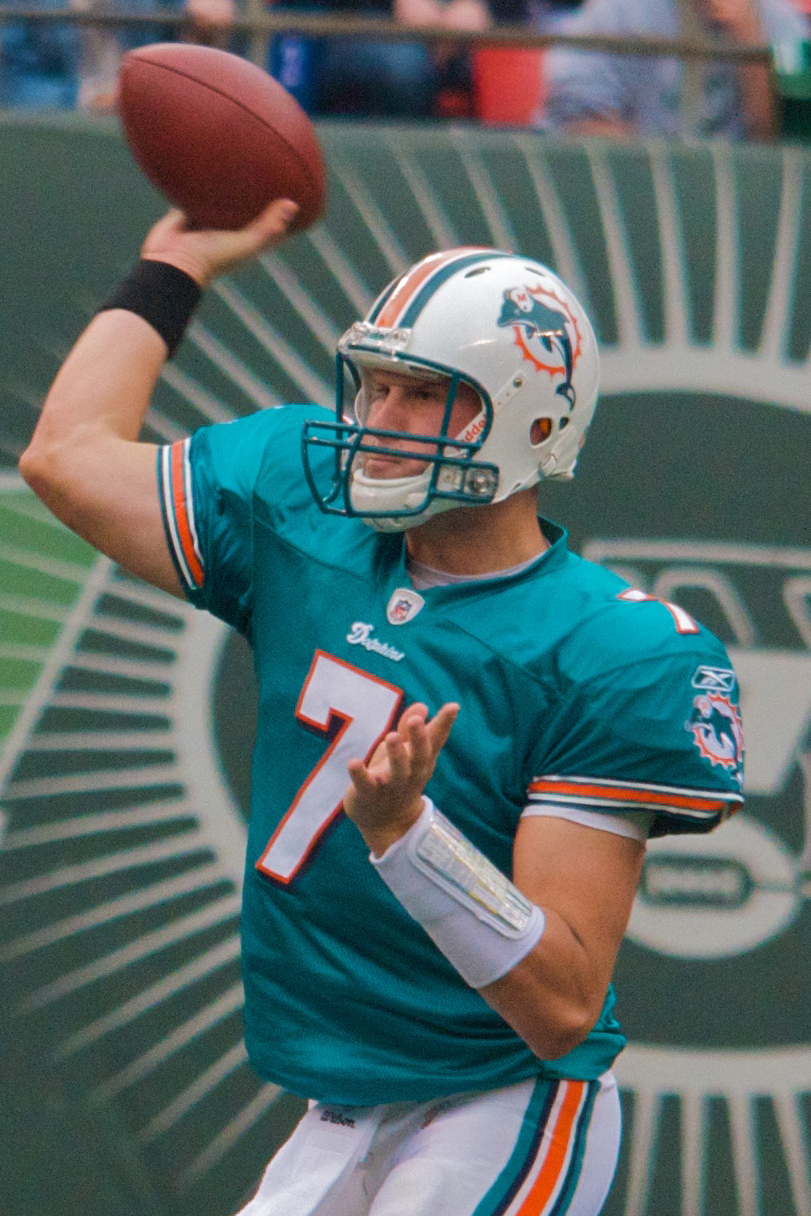
Chad Henne, 2009-2011

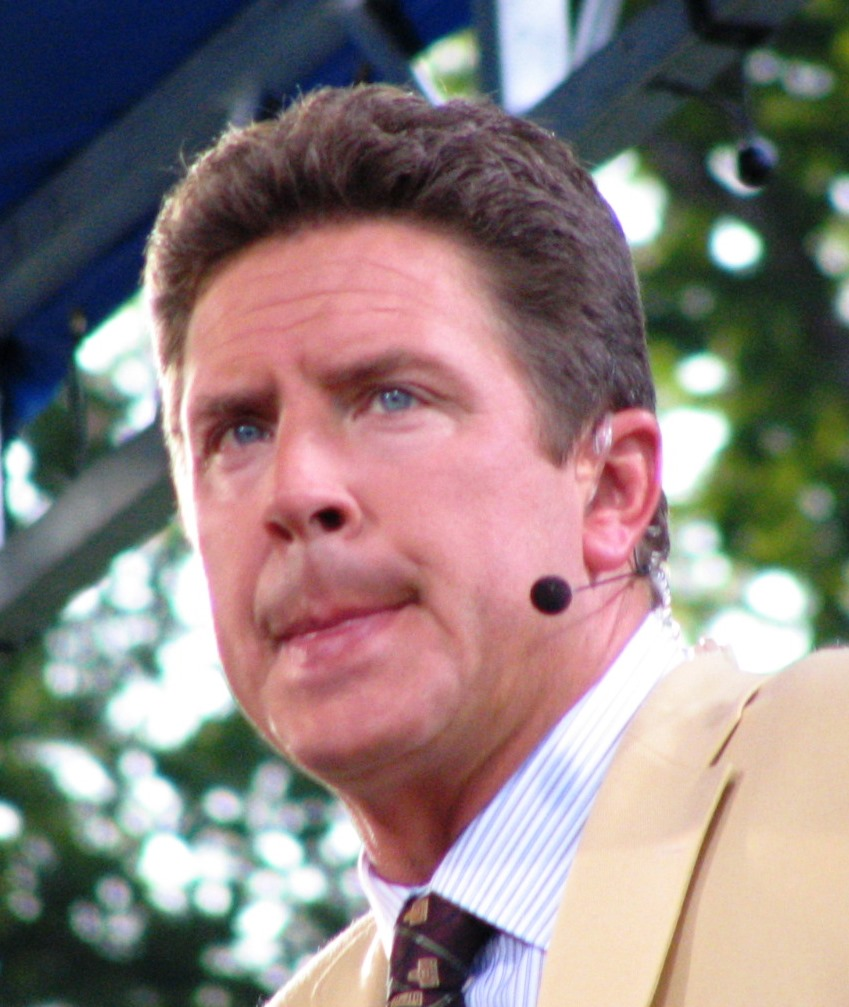
Dan Marino, 1983-1999

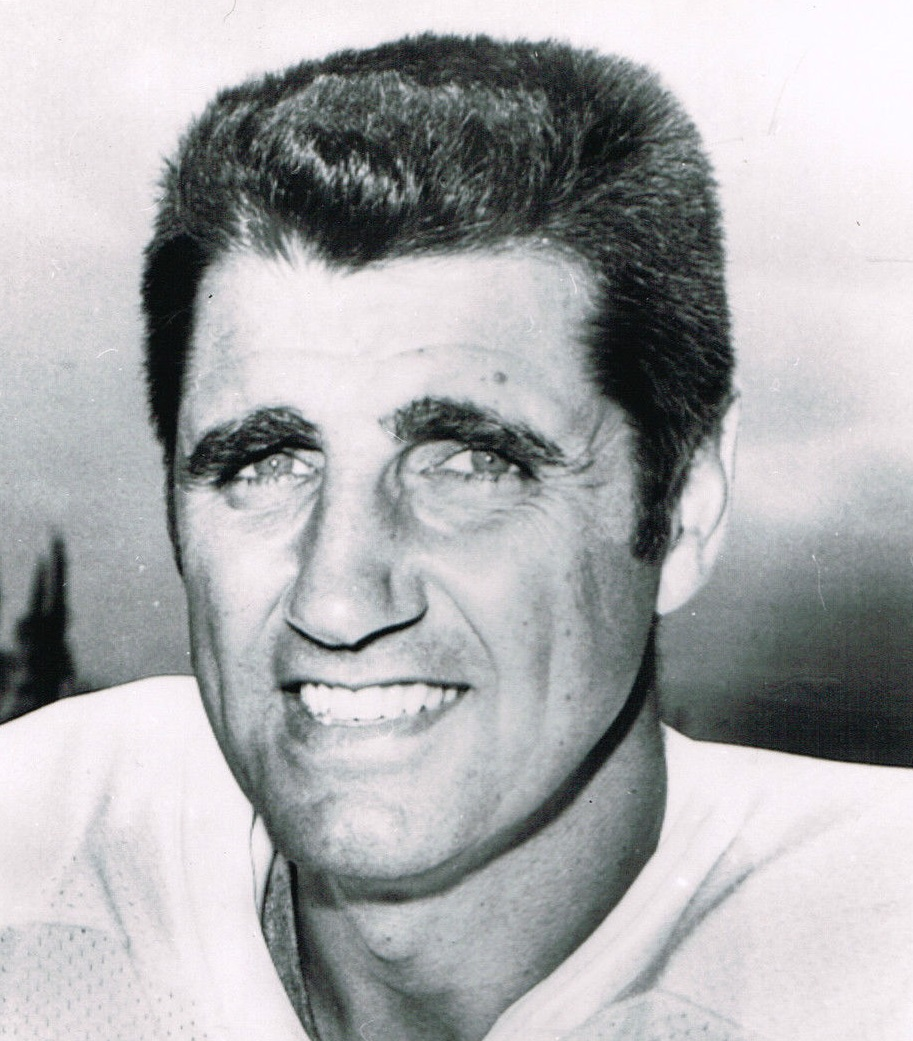
Earl Morrall, 1972-1975

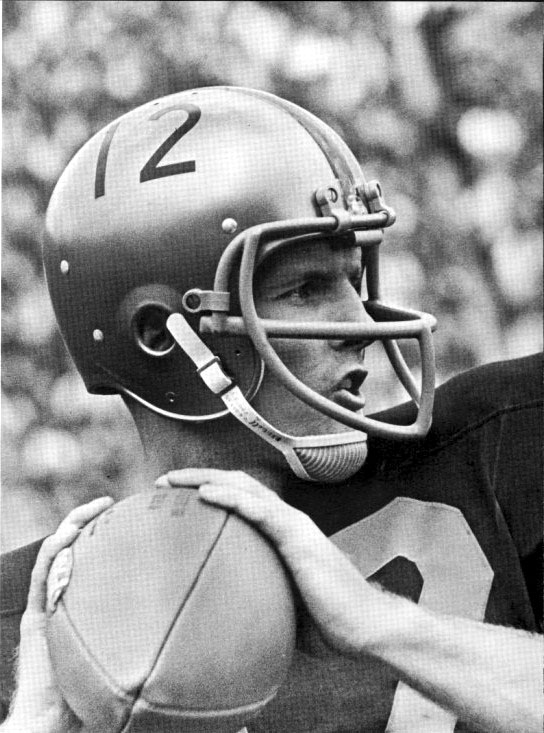
Bob Griese, 1967-1980

## Quarterback titolari
Lista di tutti i quarterback titolari dei Miami Dolphins. Il numero tra parentesi indica il numero di gare da titolare giocate nella stagione:
| † | Introdotto nella Pro Football Hall of Fame |

### Stagione regolare
| Stagione | Quarterback (gare)    | Quarterback (gare)   | Quarterback (gare)   | Quarterback (gare)   | Note        |
| -------- | --------------------- | -------------------- | -------------------- | -------------------- | ----------- |
| 2019     | Ryan Fitzpatrick (13) | Josh Rosen (3)       | Josh Rosen (3)       | Josh Rosen (3)       |             |
| 2018     | Ryan Tannehill (11)   | Brock Osweiler (5)   | Brock Osweiler (5)   | Brock Osweiler (5)   | [ 1 ]       |
| 2017     | Jay Cutler (14)       | Matt Moore (2)       | Matt Moore (2)       | Matt Moore (2)       |             |
| 2016     | Ryan Tannehill (13)   | Matt Moore (3)       | Matt Moore (3)       | Matt Moore (3)       | [ 1 ]       |
| 2015     | Ryan Tannehill (16)   | Ryan Tannehill (16)  | Ryan Tannehill (16)  | Ryan Tannehill (16)  | [ 1 ]       |
| 2014     | Ryan Tannehill (16)   | Ryan Tannehill (16)  | Ryan Tannehill (16)  | Ryan Tannehill (16)  |             |
| 2013     | Ryan Tannehill (16)   | Ryan Tannehill (16)  | Ryan Tannehill (16)  | Ryan Tannehill (16)  | [ 1 ]       |
| 2012     | Ryan Tannehill (16)   | Ryan Tannehill (16)  | Ryan Tannehill (16)  | Ryan Tannehill (16)  | [ 2 ] [ 3 ] |
| 2011     | Matt Moore (12)       | Chad Henne (4)       | Chad Henne (4)       | Chad Henne (4)       | [ 4 ]       |
| 2010     | Chad Henne (14)       | Chad Pennington (1)  | Tyler Thigpen (1)    | Tyler Thigpen (1)    | [ 5 ]       |
| 2009     | Chad Henne (13)       | Chad Pennington (3)  | Chad Pennington (3)  | Chad Pennington (3)  | [ 6 ]       |
| 2008     | Chad Pennington (16)  | Chad Pennington (16) | Chad Pennington (16) | Chad Pennington (16) | [ 7 ]       |
| 2007     | Cleo Lemon (7)        | Trent Green (5)      | John Beck (4)        | John Beck (4)        | [ 8 ]       |
| 2006     | Joey Harrington (11)  | Daunte Culpepper (4) | Cleo Lemon (1)       | Cleo Lemon (1)       | [ 9 ]       |
| 2005     | Gus Frerotte (15)     | Sage Rosenfels (1)   | Sage Rosenfels (1)   | Sage Rosenfels (1)   | [ 10 ]      |
| 2004     | A.J. Feeley (8)       | Jay Fiedler (7)      | Sage Rosenfels (1)   | Sage Rosenfels (1)   | [ 11 ]      |
| 2003     | Jay Fiedler (11)      | Brian Griese (5)     | Brian Griese (5)     | Brian Griese (5)     | [ 12 ]      |
| 2002     | Jay Fiedler (10)      | Ray Lucas (6)        | Ray Lucas (6)        | Ray Lucas (6)        | [ 13 ]      |
| 2001     | Jay Fiedler (16)      | Jay Fiedler (16)     | Jay Fiedler (16)     | Jay Fiedler (16)     | [ 14 ]      |
| 2000     | Jay Fiedler (15)      | Damon Huard (1)      | Damon Huard (1)      | Damon Huard (1)      | [ 15 ]      |
| 1999     | Dan Marino† (11)      | Damon Huard (5)      | Damon Huard (5)      | Damon Huard (5)      | [ 16 ]      |
| 1998     | Dan Marino† (16)      | Dan Marino† (16)     | Dan Marino† (16)     | Dan Marino† (16)     | [ 17 ]      |
| 1997     | Dan Marino† (16)      | Dan Marino† (16)     | Dan Marino† (16)     | Dan Marino† (16)     | [ 18 ]      |
| 1996     | Dan Marino† (13)      | Craig Erickson (3)   | Craig Erickson (3)   | Craig Erickson (3)   | [ 19 ]      |
| 1995     | Dan Marino† (14)      | Bernie Kosar (2)     | Bernie Kosar (2)     | Bernie Kosar (2)     | [ 20 ]      |
| 1994     | Dan Marino† (16)      | Dan Marino† (16)     | Dan Marino† (16)     | Dan Marino† (16)     | [ 21 ]      |
| 1993     | Scott Mitchell (7)    | Dan Marino† (5)      | Steve DeBerg (4)     | Steve DeBerg (4)     | [ 22 ]      |
| 1992     | Dan Marino† (16)      | Dan Marino† (16)     | Dan Marino† (16)     | Dan Marino† (16)     | [ 23 ]      |
| 1991     | Dan Marino† (16)      | Dan Marino† (16)     | Dan Marino† (16)     | Dan Marino† (16)     | [ 24 ]      |
| 1990     | Dan Marino† (16)      | Dan Marino† (16)     | Dan Marino† (16)     | Dan Marino† (16)     | [ 25 ]      |
| 1989     | Dan Marino† (16)      | Dan Marino† (16)     | Dan Marino† (16)     | Dan Marino† (16)     | [ 26 ]      |
| 1988     | Dan Marino† (16)      | Dan Marino† (16)     | Dan Marino† (16)     | Dan Marino† (16)     | [ 27 ]      |
| 1987     | Dan Marino† (12)      | Kyle Mackey (3)      | Kyle Mackey (3)      | Kyle Mackey (3)      | [ 28 ]      |
| 1986     | Dan Marino† (16)      | Dan Marino† (16)     | Dan Marino† (16)     | Dan Marino† (16)     | [ 29 ]      |
| 1985     | Dan Marino† (16)      | Dan Marino† (16)     | Dan Marino† (16)     | Dan Marino† (16)     | [ 30 ]      |
| 1984     | Dan Marino† (16)      | Dan Marino† (16)     | Dan Marino† (16)     | Dan Marino† (16)     | [ 31 ]      |
| 1983     | Dan Marino† (9)       | David Woodley (5)    | Don Strock (2)       | Don Strock (2)       | [ 32 ]      |
| 1982     | David Woodley (9)     | David Woodley (9)    | David Woodley (9)    | David Woodley (9)    | [ 33 ]      |
| 1981     | David Woodley (15)    | Don Strock (1)       | Don Strock (1)       | Don Strock (1)       | [ 34 ]      |
| 1980     | David Woodley (11)    | Bob Griese† (3)      | Don Strock (2)       | Don Strock (2)       | [ 35 ]      |
| 1979     | Bob Griese† (12)      | Don Strock (4)       | Don Strock (4)       | Don Strock (4)       | [ 36 ]      |
| 1978     | Bob Griese† (9)       | Don Strock (7)       | Don Strock (7)       | Don Strock (7)       | [ 37 ]      |
| 1977     | Bob Griese† (14)      | Bob Griese† (14)     | Bob Griese† (14)     | Bob Griese† (14)     | [ 38 ]      |
| 1976     | Bob Griese† (13)      | Don Strock (1)       | Don Strock (1)       | Don Strock (1)       | [ 39 ]      |
| 1975     | Bob Griese† (10)      | Don Strock (3)       | Earl Morrall (1)     | Earl Morrall (1)     | [ 40 ]      |
| 1974     | Bob Griese† (13)      | Earl Morrall (1)     | Earl Morrall (1)     | Earl Morrall (1)     | [ 41 ]      |
| 1973     | Bob Griese† (13)      | Earl Morrall (1)     | Earl Morrall (1)     | Earl Morrall (1)     | [ 42 ]      |
| 1972     | Earl Morrall (9)      | Bob Griese† (5)      | Bob Griese† (5)      | Bob Griese† (5)      | [ 43 ]      |
| 1971     | Bob Griese† (13)      | George Mira (1)      | George Mira (1)      | George Mira (1)      | [ 44 ]      |
| 1970     | Bob Griese (14)       | Bob Griese (14)      | Bob Griese (14)      | Bob Griese (14)      | [ 45 ]      |
| 1969     | Bob Griese† (9)       | Rick Norton (5)      | Rick Norton (5)      | Rick Norton (5)      | [ 46 ]      |
| 1968     | Bob Griese† (13)      | Rick Norton (1)      | Rick Norton (1)      | Rick Norton (1)      | [ 47 ]      |
| 1967     | Bob Griese† (10)      | Rick Norton (3)      | John Stofa (1)       | John Stofa (1)       | [ 48 ]      |
| 1966     | George Wilson (7)     | Dick Wood (4)        | Rick Norton (2)      | John Stofa (1)       | [ 49 ]      |